# Cornelis van der Waal
Cornelis van der Waal (Ridderkerk, 7 april 1919 - Pretoria, 14 juli 1980) was een Nederlands theoloog en predikant die het tweede deel van zijn leven in Zuid-Afrika vertoefde. Hij heeft tal van artikelen en boeken geschreven, onder meer het driedelige werk Sola scriptura. Dat beoogde een verklaring van de gehele Bijbel te geven. Het werd in het Afrikaans, Engels, Hongaars en Koreaans vertaald.

## Levensloop
Van der Waal studeerde theologie (1939-1943) aan de toenmalige gereformeerde Theologische Hogeschool te Kampen. In 1943 werd hij hulppredikant in Amsterdam-Noord en korte tijd later in het Friese Sexbierum. Daarna was hij predikant van de eveneens in Friesland gelegen dorpen Pingjum-Zurich. Hier sloot hij zich in 1947 aan bij de Vrijmaking en was hij van 1947 tot 1950 predikant van de Gereformeerde Kerk vrijgemaakt in de Friese stad Sneek. Van 1950 tot 1954 diende hij de vrijgemaakte gemeente Leerdam, Zuid-Holland. In 1954 kreeg hij een beroep naar Pretoria, Zuid-Afrika, waar hij de eerste predikant werd van de Zuid-Afrikaanse zusterkerken van de Gereformeerde Kerken (vrijgemaakt), de Vrye Gereformeerde Kerke in Suid-Afrika (VGKSA). 
Vanwege een echtscheiding en de theologische verdediging die Van der Waal daarvoor gaf, maar waar de meerderheid van zijn kerkenraad mee akkoord ging, scheurde in 1969 de kerkelijke gemeente die hij bediende. Een deel ervan, dat door de andere kerken als de rechtmatige voortzetting van de gemeente werd beschouwd, scheidde zich af en ging verder als de Vrye Gereformeerde Kerk (later: 28e Laan). Het achtergebleven deel bleef kerken in het kerkgebouw aan de 14e Laan en kreeg later het kerkgebouw De Kandelaar aan de Codonialaan. Van der Waal hertrouwde en werd in 1979 door zijn eigen kerkenraad alsnog geschorst om zijn huwelijkspraktijken. De predikant onttrok zich toen aan zijn gemeente en overleed niet lang daarna, in de zomer van 1980,  als gevolg van een zware ziekte. Hij werd 61 jaar. Zijn gemeente sloot zich in 1983 aan bij de Gereformeerde Kerke in Suid-Afrika maar zocht later ook weer een verregaande toenadering tot de VGKSA. 

## Promoties
Van der Waal promoveerde tweemaal. De eerste keer in 1956 aan de Universiteit van Pretoria op het proefschrift Oudtestamentische priesterlijke motieven in de apocalyps, en de tweede keer in 1973 aan de Universiteit van Suid-Afrika op de dissertatie Het pascha van onze verlossing. Laatste betrof een onderwerp uit de kerkgeschiedenis, namelijk die van de controverse tussen jodendom en christendom in de tweede eeuw aan de hand van de Bijbeluitleg in de paaspreek van Melito van Sardes. Deze was een bisschop van het Klein-Aziatische Sardes in de tweede helft van die eeuw en gold destijds als een belangrijk kerkelijk leider.

## Werken (selectie)
- Antithese of synthese? De oecumenische beweging beschreven en getoetst, 1951
- Van strijd en zegepraal, 1954 (met J. Kok)
- Liquidatie der reformatie. Over de oecumenische beweging en haar theologie, 1966
- Sola scriptura. Wegwijzer bij het bijbellezen (3 delen), 1966-1968
- Wat staat er eigenlijk?, 1971
- Openbaring van Jezus Christus (2 delen), 1971-1981
- Die Dordtse Leerreëls verdor nie. Die Vyf Artikels teen die Remonstrante, 1973
- Gij kustlanden. Een trektocht door de arbeidsterreinen van de apostelen Paulus en Johannes, 1974
- De harten omhoog! maar hoe?, 1976
- En het zal geschieden in de laatste dagen... Is de Openbaring een politieke Enkhuizer almanak of een boek van het verbond? Naar aanleiding van Hal Lindsey, 'De planeet die aarde heette...', 1977
- Het Nieuwe Testament: boek van het verbond, 1978
- Commentaar op het Evangelie naar Johannes, 1984 (postuum)
- Het verbondsmatig evangelie, 1990 (postuum)